# Parafia św. Marcina w Krościenku Wyżnym
Parafia św. Marcina w Krościenku Wyżnym – parafia rzymskokatolicka znajdująca się w archidiecezji przemyskiej w dekanacie Krosno II.

## Historia
W połowie XIV wieku osadnicy niemieccy założyli wieś Krościenko Wyżne i zbudowali drewniany kościół pw. św. Marcina. W 1377 roku istniała już parafia, a w 1386 roku pleban Jakub został powołany w skład kapituły katedralnej. W 1624 roku Tatarzy obrabowali kościół.
W 1873 roku staraniem ks. Romana Piekosińskiego, przybyły siostry Służebniczki starowiejskie. W 1931 roku poświęcono nowy budynek ochronki.
W latach 1908–1910 zbudowano obecny murowany kościół, według projektu arch. Teodora Talowskiego. 11 listopada 1910 roku ks. inf. Jakub Federkiewicz poświęcił kościół, a 30 maja 1912 roku bp Józef Sebastian Pelczar konsekrował kościół. W 1911 roku drewniany kościół rozebrano. W 1936 roku artysta Jan Henryk Rosen wykonał polichromię, a witraże wykonał Stefan Witold Matejko. Podczas II wojny światowej wieża kościoła i witraże zostały uszkodzone.
Na terenie parafii jest 4150 wiernych.
Proboszczowie parafii:
1368–1406. ks. Jakub, pleban z Krosken
1417–?. ks. Albert.
1425–?. ks. Piotr Dąbrowski.
1440–1467. ks. Mikołaj.
1470–1478. ks. Marcin.
1521–1525 . ks. Mikołaj.
1553–?. ks. Wojciech Jasiński.
?–?. ks. Jan Roscelski.
?–1590. ks. Jan Bierwalth.
1590–1603. ks. Andrzej Brzezina.
1603–1627. ks. Szymon Georgida.
1627–1664. ks. Walenty Klemensowicz.
1664–1672. ks. Stanisław Wojnar.
1672–1690. ks. Bartłomiej Misiałowicz.
1690–1733. ks. Kazimierz Żywicki.
1733–1735. ks. Jakub Arakielowicz.
1735–1757. ks. Andrzej Drohojewski.
1757–1787. ks. Andrzej Pietraszewski.
1787–1800. ks. Franciszek Borucki.
1800–1813. ks. Tomasz Przybyłowicz.
1813–1831. ks. Ludwik Radzikowski.
1832–1867. ks. Andrzej Nowina-Ujejski.
1867–1887. ks. Roman Pakosz-Piechociński.
1887–1919. ks. Wincenty Telega.
1920–1962. ks. Jan Telma.
1962–1988. ks. Jan Waiss.
1988–2012. ks. Jan Szpunar.
2012– nadal ks. Wiesław Kałamarz.